# Isotoma uniens
Isotoma uniens är en urinsektsart som beskrevs av Christiansen och Bellinger 1980. Isotoma uniens ingår i släktet Isotoma och familjen Isotomidae. Inga underarter finns listade i Catalogue of Life.